# Euphorbia helleri
Euphorbia helleri là một loài thực vật có hoa trong họ Đại kích. Loài này được Millsp. mô tả khoa học đầu tiên năm 1898.